# Pen-ek Ratanaruang
Pen-ek Ratanaruang (tailandès เป็นเอก รัตนเรือง; RTGS: Pen-ek Rattanarueang; nascut el 8 de març de 1962 a Bangkok, Tailàndia) director de cinema i guionista tailandès. És conegut sobretot per la seva obra d’arthouse, Last Life in the Universe, i és considerat com un dels principals autors de la nova onada del cinema tailandès, juntament amb Wisit Sasanatieng i Apichatpong Weerasethakul. Rep el sobrenom de Tom i de vegades se l'acredita com Tom Pannet.

## Biografia

### Educació i inicis
Pen-ek va estudiar entre 1977 i 1985 al Pratt Institute a la Nova York i va treballar com a illustrador i dissenyador independent al Designframe.El 1993 va començar a treballar a la Film Factory de Bangkok, on va treballar amb Wisit Sasanatieng. A Film Factory, Pen-ek va fer diversos anuncis de televisió, guanyant una medalla de bronze als Cannes Lion Awards de 1997 per un spot de xampú anticaspa Clairol titulat "Dance".
Va fer el seu primer llargmetratge, Fun Bar Karaoke l'any 1997. És la història d'una jove anomenada Pu el pare de la qual s'enamora d'una prostituta que és la núvia d'un mafiós. Un sicari anomenat Noi (Ray McDonald) és enviat a matar el pare, i Pu s'acaba enamorant de Noi. Far Bar Karaoke es va projectar a molts festivals de cinema després de la seva estrena mundial al Festival Internacional de Cinema de Berlín.
La segona pel·lícula de Pen-Ek, Ruang Talok 69 (6ixtynin9), és una altra comèdia-crim. En ella, una dona jove (Lalita Panyopas) troba una caixa de fideus instantanis plena de diners que ha estat col·locada erròniament a la seva porta i entra en conflicte amb alguns mafiosos. La pel·lícula va ser nominada per Tailàndia per a l'Oscar a la Millor Pel·lícula en Llengua Estrangera en 1999. Es va projectar també en el Festival Internacional de Cinema de Rotterdam i altres festivals.
La seva tercera pel·lícula, Transistor Monrak és una agredolça història d'amor entre un jove anomenat Pa (Supakorn Kitsuwon ) que es casa amb la seva núvia (Siriyakorn Pukkavesh). És reclutat per l'exèrcit i després s'escapa per a perseguir el seu somni de ser cantant. La pel·lícula es va estrenar en la Quinzena de Realitzadors del Festival de cinema de Canes També es va nominar, novament, per als Oscar.
Pen-Ek va treballar com a editor per al director Nonzee Nimibutr en la seva pel·lícula de 2003 OK Baytong, i va ser el narrador en 2004 de la pel·lícula Citizen Dog.
En 2004, Pen-Ek va ser un dels artistes que van rebre la primera edició del Premi Silpathorn pel Ministeri de Cultura de Tailàndia. El premi s'atorga anualment a artistes contemporanis.

### Conceptes Pa-asiàtics
Per a la seva quarta pel·lícula, Last Life in the Universe, es va associar amb l'escriptor Prabda Yoon, el director de fotografia Christopher Doyle i l'actor japonès Tadanobu Asano. Asano retrata a un home japonès que pertany a la Yakuza a Tailàndia. També compta amb la participació del director japonès Takashi Miike en un petit paper de yakuza. Va ser seleccionat per a la competició al Festival de Rotterdam. Va guanyar el premi Upstream al millor actor per a Asano al Festival Internacional de Cinema de Venècia i triada per Tailàndia per als Premis Oscar.
Pen-Ek va treballar de nou amb Prabda, Doyle i Asano en la seva següent pel·lícula Invisible Waves. Tracta d'un xef japonès que comet un assassinat a Macau i fuig a Tailàndia. La pel·lícula també és protagonitzada per l'actor hongkonès Eric Tsang i l'actriu coreana Kang Hye-jeong. Va ser seleccionada per a competir al Festival de Cinema de Berlín en 2006, on es va estrenar. Va ser la pel·lícula d'obertura en el Festival ºinternacional de Cinema de Bangkok, i també formava part de la competició.
Va ser seleccionat en 2006 per a participar en un projecte de curtmetratges digitals que realitzaven tres directors al Festival Internacional de Cinema de Jeonju. Va dirigir un curt anomenat Twenty Twelve, sobre un home jove (Ananda Everingham) que s'enamora d'una dona que veu en l'altre costat d'una terminal aèria. Christopher Doyle apareix en la pel·lícula com el pilot. Els altres cineastes que van participar en el projecte van ser, el seu compatriota Eric Khoo i Darezhan Omirbayev de Kazakhstan.

### Treballs recents
En 2006, Pen-Ek va dirigir un curt documental Total Bangkok, sobre un aficionat de futbol que juga partits en un camp de concret sota una autopista elevada a Bangkok. La pel·lícula de 21 minuts va ser patrocinada per Nike. Pen-Ek és un fanàtic del futbol de tota la vida.
Pen-Ek va tornar a l'escriptura de guions de la qual seria la seva següent pel·lícula Ploy. Es va sotmetre al pla de projectes del Festival Internacional de Cinema de Busan, en un esforç per a assegurar el finançament d'aquesta. La pel·lícula va ser projectada en la Quinzena de realitzadors de Canes. Lalita Panyopas, qui va protagonitzar Ruang Talok 69, va tornar a encapçalar el repartiment, interpretant a una dona gelosa i enutjada després que el seu marit es fa amic d'una noia adolescent i la porta a l'habitació d'hotel on s'allotja la parella. La pel·lícula, que també és protagonitzada per Ananda Everingham i Porntip Papanai, va ser censurada a Tailàndia a causa d'unes escenes de sexe. Ploy es va projectar en diversos festivals de cinema, incloent-hi el Festival de Cinema de Bangkok, a l'Osian's Cinefan de Cinema Asiàtic i Àrab on va guanyar el premi FIPRESCI. També al Festival Internacional de Cinema de Toronto i al Festival Internacional de Cinema de Sant Sebastià.
En 2007, Pen-Ek va dirigir un segment per al projecte de curtmetratges del Ministeri de Cultura Contemporània en commemoració de la festa del 80 aniversari del Rei Bhumibol Adulyadej. El projecte va comptar amb nou pel·lícules fetes per deu directors, entre ells companys com Wisit Sasanatieng, Apichatpong Weerasethakul i el veterà cineasta Bhandit Rittakol.
També en 2007, Pen-Ek va ser convidat pel Festival Internacional de Cinema de Toronto per presentar dos dels seus curtmetratges Total Bangkok i Twenty Twelve, així com una col·lecció de comercials en un programa anomenat Total Pen-Ek.
En 2009 estrena Nymph, que tracta d'un bosc misteriós en el qual va ser violada i assassinada una jove per dos homes. Un dia, Nop, fotògraf professional, és contractat per a retratar la vida salvatge de la jungla. La seva esposa li acompanya en el seu viatge. Una vegada en el bosc tot són discussions i ella sembla més preocupada pel seu ordinador portàtil i el seu telèfon mòbil. Nop comença el seu reportatge i acaba fascinat per un estrany arbre en el cor de la jungla. És protagonitzada per Jayanama Nopachai ("The Legend of Naresuan"), Porntip Papanai ("Ploy"), Wanida Termthanaporn ("Club zaa") i Chamanun Wanwinwatsara ("The house"). Va competir en la secció Un certain regard del Festival de Canes.
En 2011 estrena Headshot, un noir que adapta "Fon Tok Kuen Fah", una novel·la negra de l'escriptor tailandès Win Lyovarin, dues vegades guanyador del premi literari Southeast Asian Writers, que tracta sobre un assassí a sou que rep un tret durant una missió. Va ser seleccionada com a candidata tailandes per al Millor Òscar en llengua estrangera als Premis Oscar de 2012, però no va arribar a la llista final.

## Filmografia

### Pel·lícula
- Fun Bar Karaoke (1997)
- Ruang Talok 69 (6ixtynin9) (1999)
- Monrak Transistor (Transistor Love Story) (2001)
- Last Life in the Universe (Ruang Rak Noi Nid Mahasan) (2003)
- Invisible Waves (2006)
- Twelve Twenty (per al projecte Digital curtmetratges by Three Directors al Festival Internacional de Cinema de Jeonju de 2006)
- Total Bangkok (curtmetratge, 2006)
- Ploy (2007)
- Luminous Sound ((Projecte de curtmetratges en commemoració de la celebració en l'ocasió favorable del 80è aniversari de Sa Majestat el Rei, 2007, 2007)
- Nymph (2009)
- Headshot (2011)
- 60 Seconds of Solitude in Year Zero (2011)
- Paradoxocracy (2013)
- The Life of Gravity (2014)
- Samui Song (2017)
- Gatlang: Happiness, hardship and other stories (2018) dir. Pen - Ek Ratanaruang/ Passakorn Pramunwong

### Sèries de televisió
- 6ixtynin9: The Series (2023)